# Schwedischer Fußballpokal der Männer 2012/13

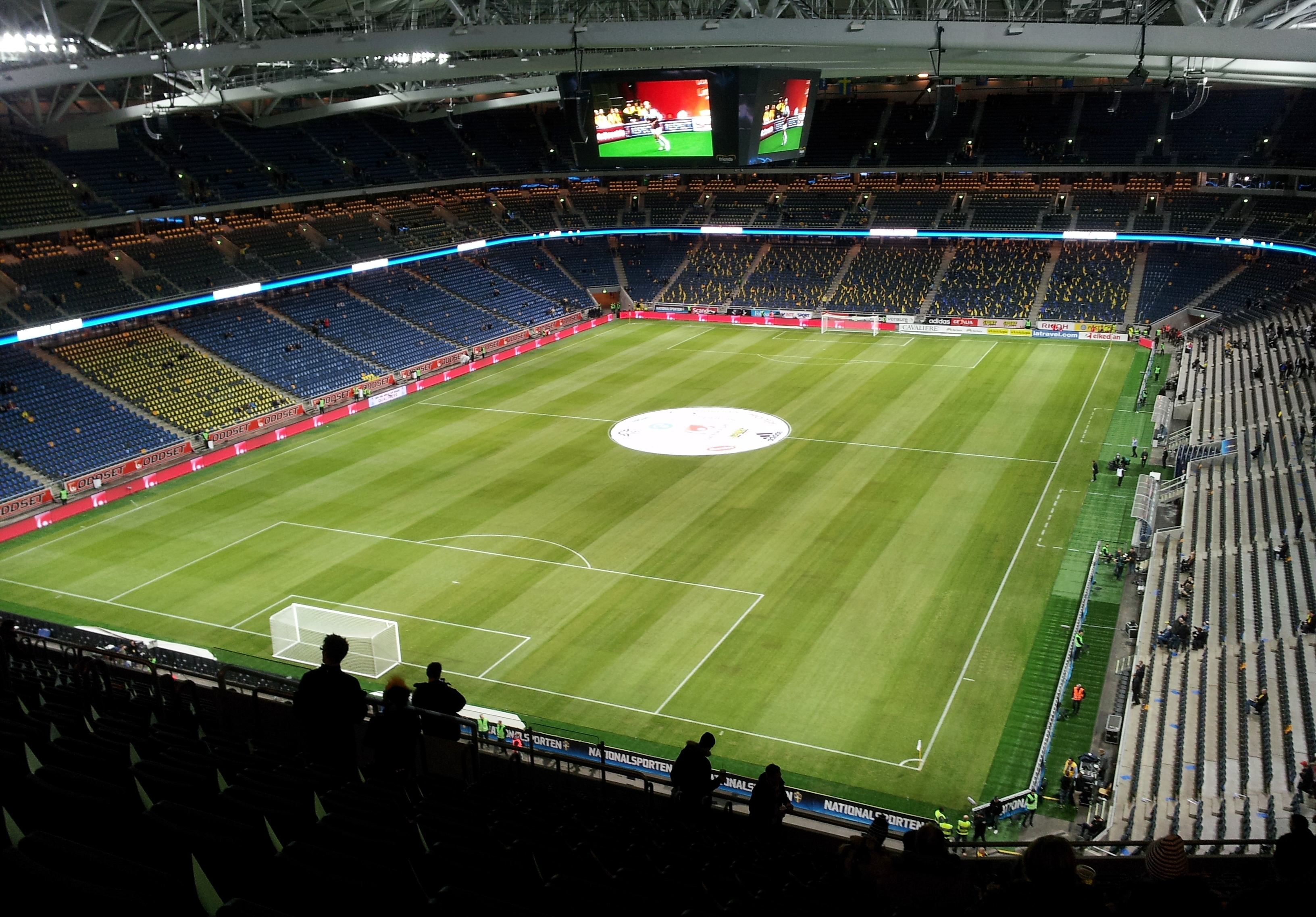
Die Friends Arena, Endspielort 2012/13

Der schwedische Fußballpokal 2012/13 (auch Svenska Cupen 2012/13 genannt) war die 57. Austragung des Fußballpokalwettbewerbs der Männer. Der Wettbewerb wurde erstmals nach 2000/01 wieder im Herbst-Frühlings-Format ausgetragen.
Die 1. Runde begann am 3. Juni 2012. Das Finale fand am 26. Mai 2013 in der Friends Arena von Solna statt. Titelverteidiger war Helsingborgs IF.
Pokalsieger wurde IFK Göteborg, der das Finale gegen Djurgårdens IF mit 3:1 im Elfmeterschießen gewann, nachdem das Spiel nach regulärer Spielzeit und Verlängerung 1:1 geendet hatte. Der Sieger qualifizierte sich für die 2. Qualifikationsrunde der UEFA Europa League 2013/14. Torschützenkönig wurde mit acht Toren Tobias Hysén von IFK Göteborg.

## Modus
Die K.-o.-Spiele wurden in einer Begegnung entschieden. Bei unentschiedenem Ausgang gab es eine Verlängerung von zweimal 15 Minuten und gegebenenfalls ein Elfmeterschießen. In der 1. Runde traten 64 Mannschaften der dritten Spielklasse oder darunter gegeneinander an. Den Siegern wurde in der 2. Runde, jeweils nach Nord und Süd getrennt, ein Verein der Allsvenskan bzw. der Superettan zugelost.
Die 32 Sieger qualifizierten sich für die Gruppenphase. In jeder Gruppe wurden zwei gesetzte und zwei ungesetzte Mannschaften gelost. Dort spielte jedes Team in einer einfachen Runde gegen die anderen drei Gruppengegner. Die Gruppensieger erreichten das Viertelfinale. In allen K.-o.-Runden hatten unterklassige Vereine Heimrecht.

## Teilnehmer
| Fotbollsallsvenskan (16) (Level 1) | Superettan (16) (Level 2) | Division 1 (15) (Level 3) | Division 2 (15) (Level 4) |
| --- | --- | --- | --- |
| - Åtvidabergs FF - Djurgårdens IF - IF Elfsborg - GAIS Göteborg - Gefle IF - IFK Göteborg - BK Häcken - Helsingborgs IF - Kalmar FF - Malmö FF - Mjällby AIF - IFK Norrköping - Örebro SK - AIK Solna - GIF Sundsvall - Syrianska FC | - Ängelholms FF - Assyriska Föreningen - IK Brage - IF Brommapojkarna - Degerfors IF - Falkenbergs FF - Halmstads BK - Hammarby IF - Jönköpings Södra IF - Landskrona BoIS - Ljungskile SK - Östers IF - Trelleborgs FF - Umeå FC - Varbergs BoIS - IFK Värnamo | - Akropolis IF - IK Frej - Kristianstads FF - IF Limhamn Bunkeflo - Örgryte IS - Östersunds FK - Sandvikens IF - IK Sirius - Skövde AIK - IK Sleipner - FC Trollhättan - Utsiktens BK - Valsta Syrianska IK - Väsby United - Vasalunds IF | - Enskede IK - Falu FK - FC Gute - Karlstad BK - Motala AIF - Ljungby IF - Mariehem SK - Nyköpings BIS - Ramlösa Sodra FF - Rynninge IK - Selånger FK - Sollentuna United - Torns IF - Torslanda IK - IFK Uddevalla |
| Division 3 (20) (Level 5) | Division 3 (20) (Level 5) | Division 4 (8) (Level 6) | Division 5 (6) (Level 7) |
| - Åkarps IF - Arameiska-Syrianska Botkyrka IF - IFK Berga - Dalstorps IF - Edsbyns IF - IFK Falköping - FOC Farsta - IFK Fjärås - Furulunds IK - IFK Hässleholm                                                                      | - FC Höllviken - Hovslätts IK - Kiruna FF - Lärje-Angereds IF - Lerkils IF - IFK Mariestad - Melleruds IF - Råslätts SK - Ronneby BK - Salsåker-Ullångers IF | - Ängö BK - Ärentuna SK - Azech SF - Enhörna IF - Guldhedens IK - Kvibille BK - Oxie IF - IK Sturehov | - IK Arvika - Husqvarna FF - Långholmen FC - Ölmstads IS - Skepplanda BTK - IFK Västerås |

## 1. Runde
Teilnehmer: 15 Vereine der Division 1, 15 Vereine der Division 2, 20 Vereine der Division 3, acht Vereine der Division 4 und sechs Vereine der Division 5. In Klammern ist die jeweilige Ligaebene angegeben, in der der Verein in der Saison 2012 spielte.
| Datum      |                                     | Ergebnis              |                           |
| ---------- | ----------------------------------- | --------------------- | ------------------------- |
| 03.06.2012 | Enhörna IF (VI)                     | 1:4                   | Långholmen FC (VII)       |
| 06.06.2012 | FOC Farsta (V)                      | 1:3                   | IK Frej (III)             |
| 27.06.2012 | Husqvarna FF (VII)                  | 1:2                   | IK Sleipner (III)         |
| 02.07.2012 | Azech SF (VI)                       | 0:3                   | Hovslätts IK (V)          |
| 21.07.2012 | IFK Berga (V)                       | 1:2                   | Ronneby BK (V)            |
| 21.07.2012 | Salsåker-Ullångers IF (V)           | 1:2                   | Selånger FK (IV)          |
| 23.07.2012 | IFK Mariestad (V)                   | 1:2                   | Motala AIF (IV)           |
| 28.07.2012 | Kvibille BK (VI)                    | 1:3                   | Torns IF (IV)             |
| 28.07.2012 | IFK Fjärås (V)                      | 2:3                   | Ramlösa Sodra FF (IV)     |
| 29.07.2012 | Lerkils IF (V)                      | 0:6                   | IFK Uddevalla (IV)        |
| 31.07.2012 | Oxie IF (VI)                        | 4:6 n. V.             | Åkarps IF (V)             |
| 31.07.2012 | Skepplanda BTK (VII)                | 0:4                   | Lärje-Angereds IF (V)     |
| 01.08.2012 | Furulunds IK (V)                    | 0:3                   | Kristianstads FF (III)    |
| 01.08.2012 | FC Höllviken (V)                    | 2:1                   | IF Limhamn Bunkeflo (III) |
| 01.08.2012 | Ölmstads IS (VII)                   | 2:4                   | Dalstorps IF (V)          |
| 01.08.2012 | IK Arvika (VII)                     | 1:1 n. V. (0:3 i. E.) | Rynninge IK (IV)          |
| 01.08.2012 | Guldhedens IK (VI)                  | 1:2                   | Råslätts SK (V)           |
| 01.08.2012 | Ljungby IF (IV)                     | 0:2                   | Skövde AIK (III)          |
| 01.08.2012 | Nyköpings BIS (IV)                  | 1:0                   | Väsby United (III)        |
| 01.08.2012 | Arameiska-Syrianska Botkyrka IF (V) | 3:2                   | Vasalunds IF (III)        |
| 01.08.2012 | Edsbyns IF (V)                      | 0:5                   | Östersunds FK (III)       |
| 01.08.2012 | IFK Västerås (VII)                  | 2:3 n. V.             | Enskede IK (IV)           |
| 01.08.2012 | Sollentuna United (IV)              | 1:3 n. V.             | IK Sirius (III)           |
| 02.08.2012 | Falu FK (IV)                        | 0:2                   | Sandvikens IF (III)       |
| 03.08.2012 | IFK Falköping (V)                   | 1:3                   | Örgryte IS (III)          |
| 03.08.2012 | Valsta Syrianska IK (III)           | 2:1                   | Akropolis IF (III)        |
| 04.08.2012 | IK Sturehov (VI)                    | 0:2 n. V.             | Karlstad BK (IV)          |
| 05.08.2012 | Melleruds IF (V)                    | 0:1                   | Utsiktens BK (III)        |
| 05.08.2012 | Ärentuna SK (VI)                    | 0:3                   | FC Gute (IV)              |
| 05.08.2012 | Kiruna FF (V)                       | 1:2                   | Mariehem SK (IV)          |
| 05.08.2012 | Torslanda IK (IV)                   | 1:0                   | FC Trollhättan (III)      |
| 05.08.2012 | Ängö BK (VI)                        | 1:1 n. V. (3:5 i. E.) | IFK Hässleholm (V)        |

## 2. Runde
Teilnehmer: Die 32 Sieger der 1. Runde und alle Mannschaften der Allsvenskan 2012 und der Superettan 2012. In Klammern ist die jeweilige Ligaebene angegeben, in der der Verein in der Saison 2012 spielte.
| Datum      |                                     | Ergebnis              |                           |
| ---------- | ----------------------------------- | --------------------- | ------------------------- |
| 16.08.2012 | IK Sirius (III)                     | 1:1 n. V. (4:3 i. E.) | Hammarby IF (II)          |
| 18.08.2012 | IK Frej (III)                       | 2:1                   | Trelleborgs FF (II)       |
| 18.08.2012 | Enskede IK (IV)                     | 0:1                   | Landskrona BoIS (II)      |
| 18.08.2012 | Lärje-Angereds IF (V)               | 1:1 n. V. (2:3 i. E.) | Östers IF (II)            |
| 18.08.2012 | Kristianstads FF (III)              | 1:2                   | Falkenbergs FF (II)       |
| 18.08.2012 | IFK Uddevalla (IV)                  | 0:7                   | Syrianska FC (I)          |
| 18.08.2012 | Ronneby BK (IV)                     | 2:5                   | Halmstads BK (II)         |
| 18.08.2012 | Nyköpings BIS (IV)                  | 5:3 n. V.             | IF Brommapojkarna (II)    |
| 18.08.2012 | IFK Hässleholm (V)                  | 0:2                   | Umeå FC (II)              |
| 18.08.2012 | Ramlösa Sodra FF (IV)               | 0:7                   | Assyriska Föreningen (II) |
| 18.08.2012 | Östersunds FK (III)                 | 0:3                   | Mjällby AIF (I)           |
| 18.08.2012 | Rynninge IK (IV)                    | 0:2                   | IFK Norrköping (I)        |
| 18.08.2012 | Karlstad BK (IV)                    | 0:0 n. V. (3:4 i. E.) | Gefle IF (I)              |
| 18.08.2012 | Arameiska-Syrianska Botkyrka IF (V) | 1:3                   | GIF Sundsvall (I)         |
| 18.08.2012 | Valsta Syrianska IK (III)           | 0:1                   | IK Brage (II)             |
| 19.08.2012 | Selånger FK (IV)                    | 0:6                   | Ljungskile SK (II)        |
| 19.08.2012 | Mariehem SK (IV)                    | 0:2                   | Örebro SK (I)             |
| 19.08.2012 | Torns IF (IV)                       | 1:2                   | Ängelholms FF (II)        |
| 19.08.2012 | Motala AIF (IV)                     | 1:2                   | Varbergs BoIS (II)        |
| 19.08.2012 | Skövde AIK (III)                    | 0:3                   | Åtvidabergs FF (I)        |
| 19.08.2012 | Örgryte IS (III)                    | 3:0                   | Degerfors IF (II)         |
| 19.08.2012 | Råslätts SK (V)                     | 2:3                   | IFK Värnamo (II)          |
| 19.08.2012 | Åkarps IF (V)                       | 0:3                   | BK Häcken (I)             |
| 19.08.2012 | Utsiktens BK (III)                  | 0:3                   | GAIS Göteborg (I)         |
| 19.08.2012 | IK Sleipner (III)                   | 0:2 n. V.             | Jönköpings Södra IF (II)  |
| 20.08.2012 | Dalstorps IF (V)                    | 1:5                   | Djurgårdens IF (I)        |
| 20.08.2012 | FC Gute (IV)                        | 0:4                   | Kalmar FF (I)             |
| 20.08.2012 | Långholmen FC (VII)                 | 0:9                   | IFK Göteborg (I)          |
| 20.08.2012 | Sandvikens IF (III)                 | 3:6 n. V.             | Malmö FF (I)              |
| 12.09.2012 | Torslanda IK (IV)                   | 0:1                   | AIK Solna (I)             |
| 11.11.2012 | FC Höllviken (V)                    | 1:2                   | Helsingborgs IF (I)       |
| 11.11.2012 | Hovslätts IK (V)                    | 0:4                   | IF Elfsborg (I)           |

## Gruppenphase
Für die Gruppenphase waren die 32 Sieger der zweiten Runde qualifiziert. Dabei waren die 16 bestplatzierten Mannschaften der letzten Saison als Gruppenerste und -zweite gesetzt, während die restlichen 16 ihnen zugelost wurden. In der Klammer ist die jeweilige Ligaebene angegeben, in der der Verein in der Saison 2012 spielte.

### Gruppe 1
| Datum      |               | Ergebnis |               |
| ---------- | ------------- | -------- | ------------- |
| 02.03.2013 | IF Elfsborg   | 5:1      | Ljungskile SK |
| 02.03.2013 | IK Sirius     | 0:2      | GAIS Göteborg |
| 09.03.2013 | IK Sirius     | 2:1      | IF Elfsborg   |
| 09.03.2013 | GAIS Göteborg | 2:1      | Ljungskile SK |
| 16.03.2013 | Ljungskile SK | 1:7      | IK Sirius     |
| 17.03.2013 | IF Elfsborg   | 3:1      | GAIS Göteborg |

| Pl. | Verein             | Sp. | S | U | N | Tore    | Diff. | Punkte |
| --- | ------------------ | --- | - | - | - | ------- | ----- | ------ |
| 1.  | IK Sirius (III)    | 3   | 2 | 0 | 1 | 009:400 | +5    | 06     |
| 2.  | IF Elfsborg (I)    | 3   | 2 | 0 | 1 | 009:400 | +5    | 06     |
| 3.  | GAIS Göteborg (I)  | 3   | 2 | 0 | 1 | 005:400 | +1    | 06     |
| 4.  | Ljungskile SK (II) | 3   | 0 | 0 | 3 | 003:140 | −11   | 0      |

### Gruppe 2
| Datum      |                | Ergebnis |                |
| ---------- | -------------- | -------- | -------------- |
| 02.03.2013 | BK Häcken      | 1:2      | Falkenbergs FF |
| 02.03.2013 | Örebro SK      | 2:0      | IFK Värnamo    |
| 09.03.2013 | IFK Värnamo    | 0:3      | BK Häcken      |
| 09.03.2013 | Örebro SK      | 0:1      | Falkenbergs FF |
| 13.03.2013 | Falkenbergs FF | 4:1      | IFK Värnamo    |
| 16.03.2013 | BK Häcken      | 2:0      | Örebro SK      |

| Pl. | Verein              | Sp. | S | U | N | Tore    | Diff. | Punkte |
| --- | ------------------- | --- | - | - | - | ------- | ----- | ------ |
| 1.  | Falkenbergs FF (II) | 3   | 3 | 0 | 0 | 007:200 | +5    | 09     |
| 2.  | BK Häcken (I)       | 3   | 2 | 0 | 1 | 006:200 | +4    | 06     |
| 3.  | Örebro SK (I)       | 3   | 1 | 0 | 2 | 002:300 | −1    | 03     |
| 4.  | IFK Värnamo (II)    | 3   | 0 | 0 | 3 | 001:900 | −8    | 0      |

### Gruppe 3
| Datum      |               | Ergebnis |               |
| ---------- | ------------- | -------- | ------------- |
| 02.03.2013 | Malmö FF      | 1:1      | Östers IF     |
| 02.03.2013 | IK Frej       | 2:1      | GIF Sundsvall |
| 09.03.2013 | GIF Sundsvall | 0:2      | Östers IF     |
| 10.03.2013 | IK Frej       | 0:2      | Malmö FF      |
| 14.03.2013 | Östers IF     | 5:0      | IK Frej       |
| 16.03.2013 | Malmö FF      | 4:1      | GIF Sundsvall |

| Pl. | Verein            | Sp. | S | U | N | Tore    | Diff. | Punkte |
| --- | ----------------- | --- | - | - | - | ------- | ----- | ------ |
| 1.  | Östers IF (II)    | 3   | 2 | 1 | 0 | 008:100 | +7    | 07     |
| 2.  | Malmö FF (I)      | 3   | 2 | 1 | 0 | 007:200 | +5    | 07     |
| 3.  | IK Frej (III)     | 3   | 1 | 0 | 2 | 002:800 | −6    | 03     |
| 4.  | GIF Sundsvall (I) | 3   | 0 | 0 | 3 | 002:800 | −6    | 0      |

### Gruppe 4
| Datum      |              | Ergebnis |              |
| ---------- | ------------ | -------- | ------------ |
| 03.03.2013 | AIK Solna    | 1:2      | Halmstads BK |
| 03.03.2013 | Örgryte IS   | 2:1      | Syrianska FC |
| 10.03.2013 | Örgryte IS   | 4:1      | AIK Solna    |
| 10.03.2013 | Syrianska FC | 2:1      | Halmstads BK |
| 16.03.2013 | Halmstads BK | 2:1      | Örgryte IS   |
| 16.03.2013 | AIK Solna    | 2:0      | Syrianska FC |

| Pl. | Verein            | Sp. | S | U | N | Tore    | Diff. | Punkte |
| --- | ----------------- | --- | - | - | - | ------- | ----- | ------ |
| 1.  | Örgryte IS (III)  | 3   | 2 | 0 | 1 | 007:400 | +3    | 06     |
| 2.  | Halmstads BK (II) | 3   | 2 | 0 | 1 | 005:400 | +1    | 06     |
| 3.  | AIK Solna (I)     | 3   | 1 | 0 | 2 | 004:600 | −2    | 03     |
| 4.  | Syrianska FC (I)  | 3   | 1 | 0 | 2 | 003:500 | −2    | 03     |

### Gruppe 5
| Datum      |                 | Ergebnis |                 |
| ---------- | --------------- | -------- | --------------- |
| 02.03.2013 | IFK Norrköping  | 0:0      | Landskrona BoIS |
| 02.03.2013 | Mjällby AIF     | 1:1      | Ängelholms FF   |
| 09.03.2013 | Mjällby AIF     | 3:0      | Landskrona BoIS |
| 10.03.2013 | Ängelholms FF   | 0:4      | IFK Norrköping  |
| 16.03.2013 | IFK Norrköping  | 2:0      | Mjällby AIF     |
| 16.03.2013 | Landskrona BoIS | 3:1      | Ängelholms FF   |

| Pl. | Verein               | Sp. | S | U | N | Tore    | Diff. | Punkte |
| --- | -------------------- | --- | - | - | - | ------- | ----- | ------ |
| 1.  | IFK Norrköping (I)   | 3   | 2 | 1 | 0 | 006:000 | +6    | 07     |
| 2.  | Mjällby AIF (I)      | 3   | 1 | 1 | 1 | 004:300 | +1    | 04     |
| 3.  | Landskrona BoIS (II) | 3   | 1 | 1 | 1 | 003:400 | −1    | 04     |
| 4.  | Ängelholms FF (II)   | 3   | 0 | 1 | 2 | 002:800 | −6    | 01     |

### Gruppe 6
| Datum      |                      | Ergebnis |                      |
| ---------- | -------------------- | -------- | -------------------- |
| 02.03.2013 | Gefle IF             | 3:2      | Varbergs BoIS        |
| 03.03.2013 | Helsingborgs IF      | 1:1      | Assyriska Föreningen |
| 10.03.2013 | Varbergs BoIS        | 0:5      | Helsingborgs IF      |
| 10.03.2013 | Gefle IF             | 5:1      | Assyriska Föreningen |
| 17.03.2013 | Assyriska Föreningen | 1:1      | Varbergs BoIS        |
| 17.03.2013 | Helsingborgs IF      | 3:1      | Gefle IF             |

| Pl. | Verein                    | Sp. | S | U | N | Tore    | Diff. | Punkte |
| --- | ------------------------- | --- | - | - | - | ------- | ----- | ------ |
| 1.  | Helsingborgs IF (I)       | 3   | 2 | 1 | 0 | 009:200 | +7    | 07     |
| 2.  | Gefle IF (I)              | 3   | 2 | 0 | 1 | 009:600 | +3    | 06     |
| 3.  | Assyriska Föreningen (II) | 3   | 0 | 2 | 1 | 003:700 | −4    | 02     |
| 4.  | Varbergs BoIS (II)        | 3   | 0 | 1 | 2 | 003:900 | −6    | 01     |

### Gruppe 7
| Datum      |               | Ergebnis |               |
| ---------- | ------------- | -------- | ------------- |
| 02.03.2013 | IFK Göteborg  | 2:0      | IK Brage      |
| 03.03.2013 | Nyköpings BIS | 2:1      | Kalmar FF     |
| 10.03.2013 | Nyköpings BIS | 1:4      | IFK Göteborg  |
| 10.03.2013 | Kalmar FF     | 3:0      | IK Brage      |
| 16.03.2013 | IK Brage      | 3:1      | Nyköpings BIS |
| 17.03.2013 | IFK Göteborg  | 0:1      | Kalmar FF     |

| Pl. | Verein             | Sp. | S | U | N | Tore    | Diff. | Punkte |
| --- | ------------------ | --- | - | - | - | ------- | ----- | ------ |
| 1.  | IFK Göteborg (I)   | 3   | 2 | 0 | 1 | 006:200 | +4    | 06     |
| 2.  | Kalmar FF (I)      | 3   | 2 | 0 | 1 | 005:200 | +3    | 06     |
| 3.  | IK Brage (II)      | 3   | 1 | 0 | 2 | 003:600 | −3    | 03     |
| 4.  | Nyköpings BIS (IV) | 3   | 1 | 0 | 2 | 004:800 | −4    | 03     |

### Gruppe 8
| Datum      |                     | Ergebnis |                     |
| ---------- | ------------------- | -------- | ------------------- |
| 03.03.2013 | Åtvidabergs FF      | 3:1      | Jönköpings Södra IF |
| 03.03.2013 | Djurgårdens IF      | 3:0      | Umeå FC             |
| 10.03.2013 | Umeå FC             | 2:1      | Åtvidabergs FF      |
| 10.03.2013 | Djurgårdens IF      | 3:1      | Jönköpings Södra IF |
| 16.03.2013 | Jönköpings Södra IF | 3:0      | Umeå FC             |
| 17.03.2013 | Åtvidabergs FF      | 1:1      | Djurgårdens IF      |

| Pl. | Verein                   | Sp. | S | U | N | Tore    | Diff. | Punkte |
| --- | ------------------------ | --- | - | - | - | ------- | ----- | ------ |
| 1.  | Djurgårdens IF (I)       | 3   | 2 | 1 | 0 | 007:200 | +5    | 07     |
| 2.  | Åtvidabergs FF (I)       | 3   | 1 | 1 | 1 | 005:400 | +1    | 04     |
| 3.  | Jönköpings Södra IF (II) | 3   | 1 | 0 | 2 | 005:600 | −1    | 03     |
| 4.  | Umeå FC (II)             | 3   | 1 | 0 | 2 | 002:700 | −5    | 03     |

## Finalrunde

### Rangliste der Gruppensieger
| Pl. | Verein              | Sp. | S | U | N | Tore    | Diff. | Punkte |
| --- | ------------------- | --- | - | - | - | ------- | ----- | ------ |
| 1.  | Falkenbergs FF (II) | 3   | 3 | 0 | 0 | 007:200 | +5    | 09     |
| 2.  | Helsingborgs IF (I) | 3   | 2 | 1 | 0 | 009:200 | +7    | 07     |
| 3.  | Östers IF (II)      | 3   | 2 | 1 | 0 | 008:100 | +7    | 07     |
| 4.  | IFK Norrköping (I)  | 3   | 2 | 1 | 0 | 006:000 | +6    | 07     |
| 5.  | Djurgårdens IF (I)  | 3   | 2 | 1 | 0 | 007:200 | +5    | 07     |
| 6.  | IK Sirius (III)     | 3   | 2 | 0 | 1 | 009:400 | +5    | 06     |
| 7.  | IFK Göteborg (I)    | 3   | 2 | 0 | 1 | 006:200 | +4    | 06     |
| 8.  | Örgryte IS (III)    | 3   | 2 | 0 | 1 | 007:400 | +3    | 06     |

Platzierungskriterien: 1. Punkte – 2. Tordifferenz – 3. geschossene Tore – 4. Ligaplatzierung

## Viertelfinale
| Datum      |                     | Ergebnis              |                    |
| ---------- | ------------------- | --------------------- | ------------------ |
| 03.04.2013 | Helsingborgs IF (I) | 0:1                   | IFK Göteborg (I)   |
| 03.04.2013 | Falkenbergs FF (II) | 0:1                   | Örgryte IS (III)   |
| 04.04.2013 | IFK Norrköping (I)  | 0:0 n. V. (4:5 i. E.) | Djurgårdens IF (I) |
| 04.04.2013 | Östers IF (II)      | 2:1                   | IK Sirius (III)    |

## Halbfinale
| Datum      |                    | Ergebnis |                  |
| ---------- | ------------------ | -------- | ---------------- |
| 01.05.2013 | Djurgårdens IF (I) | 1:0      | Örgryte IS (III) |
| 01.05.2013 | Östers IF (II)     | 1:4      | IFK Göteborg (I) |

## Finale
| Paarung        | Djurgårdens IF – IFK Göteborg |
| Ergebnis       | 1:1 n. V. (1:1, 0:1); 1:3 i. E. |
| Datum          | 26. Mai 2013 |
| Stadion        | Friends Arena, Solna |
| Zuschauer      | 21.819 |
| Schiedsrichter | Stefan Johannesson |
| Tore           | 0:1 Tobias Hysén (6.) 1:1 Daniel Amartey (52.) Elfmeterschießen: Amadou Jawo (rechter Pfosten) 0:1 Philip Haglund 1:1 Andreas Johansson Mattias Bjärsmyr (gehalten) Luis Solignac (gehalten) 1:2 Mikael Dyrestam Peter Nymann (Latte) 1:3 Pontus Farnerud                                   |
| Djurgårdens IF | Kenneth Høegh – Emil Bergström, Mattias Östberg, Daniel Amartey, Vytautas Andriuškevičius (43. Jesper Arvidsson) (62. Yussif Chibsah) – Peter Nymann, Andreas Johansson , Simon Tibbling, Martin Broberg (76. Luis Solignac) – Erton Fejzullahu, Amadou Jawo Cheftrainer: Per-Mathias Høgmo |
| IFK Göteborg   | John Alvbåge – Mattias Bjärsmyr, Mikael Dyrestam, Kjetil Wæhler, Emil Salomonsson (59. Daniel Sobralense) – Adam Johansson, Philip Haglund, Jakob Johansson – Sam Larsson (59. Pontus Farnerud), Tobias Hysén , Robin Söder (83. David Moberg Karlsson) Cheftrainer: Mikael Stahre          |
| Gelbe Karten   | Daniel Amartey (16.), Mattias Östberg (90.+1') – Daniel Sobralense (84.) |